# Onkyo (muziekstijl)
Onkyo (音響系, ook onkyōkei) is een muziekgenre. Het is een vorm van vrije improvisatie ontstaan in Japan eind jaren negentig van de twintigste eeuw. Onkyo is een Japans woord dat nagalm betekent. Het benadrukt meer de geluidstextuur, niet de muzikale structuur. Het distilleert elementen van techno, noise, en elektronische muziek tot een unieke hybride vorm.
Onkyo wordt gekenmerkt door subtiele en vaak stille geluidsmanipulaties. Er wordt vrijelijk omgesprongen met elektronica en stilte.
Belangrijke muzikanten die hebben bijgedragen tot het genre zijn onder anderen Toshimaru Nakamura, Sachiko M, Yoshihide Otomo en Taku Sugimoto. Deze muzikanten en het onkyo-genre hebben de EAI-stijl mee gevormd en beïnvloed.